# George Campbell (Philosoph)

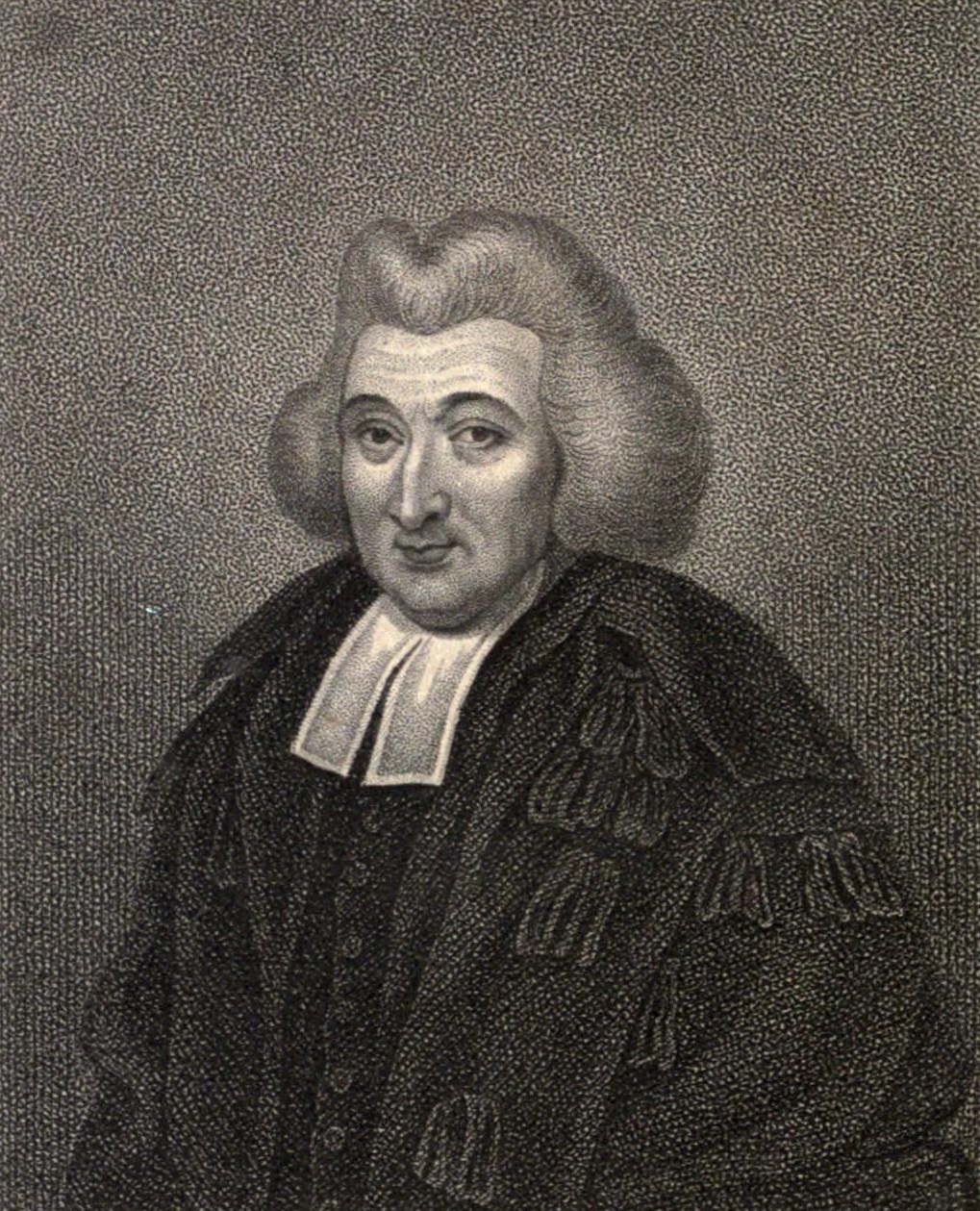
Porträt von George Campbell

George Campbell (* 25. Dezember 1719 in Aberdeen; † 6. April 1796) war ein schottischer Philosoph. Campbells Lehre war während der schottischen Aufklärung äußerst populär und verlor ihre Popularität, kaum dass die Aufklärung ihrem Ende zuging.

## Leben
Campbell wurde als Sohn des presbyterianischen Pfarrers Colin Campbell (?−27. August 1728) am Weihnachtstag 1719 in Aberdeen geboren. Im Alter von 15 Jahren besuchte der das Marischal College, dem protestantischen der beiden Colleges in Aberdeen. Er studierte Logik, Metaphysik und „Pneumatologie“ (Philosophie des Geistes), Ethik und Naturphilosophie (Physik). 1738 schloss er mit M.A. ab.
Er wechselte an die University of Edinburgh, wo er Rechtswissenschaften studierte. Gleichzeitig hörte er Theologievorlesungen. Das entfachte sein Interesse so sehr, dass er nach Abschluss des Jurastudiums nach Aberdeen zurückkehrte und sich an beiden Colleges, dem protestantisch geprägten Marischal und dem katholisch geprägten King’s als Theologiestudent einschrieb. Die Beteiligung Aberdeens an Jakobiten-Aufständen von 1745 verhinderte seine Ordination bis 1746. Als Pfarrer von Banchory begann er die Übersetzung der Bibel aus dem Griechischen ins Englische und er schrieb die ersten Teile der Philosophy of Rhetoric. Das Werk zeigt ein tiefes Verständnis der menschlichen Natur und ist durch die Common-Sense-Philosophie seines Zeitgenossen Thomas Reid beeinflusst. In Banchory heiratete er Grace Farquharson, deren Fürsorge zu seiner Gesundheit beitrug.
Nach zehn Jahren im ländlichen Aberdeenshire bot man ihm im Juni 1757 eine Pfarre im Zentrum Aberdeens an. Das brachte ihn in direkten Kontakt mit den intellektuellen Eliten, die verstärkt unter den Einfluss der schottischen Aufklärung kamen. 1759 wurde ihm auch wegen der entfernten Verwandtschaft mit John Campbell, 5. Duke of Argyll , die Leitung des Marischal Colleges angeboten und er nahm an.
Mit Thomas Reid vom King’s College, David Skene und John Gregory war er eines der Gründungsmitglieder des Wise Club, der Aberdeen Philosophical Society, 1758. Dabei handelte es sich nicht primär um eine philosophische Gesellschaft, sondern, wie die Anwesenheit des Mediziners Gregory und des Naturphilosophen Skene andeutete, um eine wissenschaftliche Gesellschaft. Die meisten Produkte der Gesellschaft waren aber in der Tat philosophische Schriften. Darunter befanden sich Werke wie Reids Inquiry into the Human Mind, on the Principles of Common Sense,  (1764), James Beatties Essay on the Nature and Immutability of Truth (1770) oder Alexander Gerards Essay on Genius. Campbell arbeitete weiter an der Philosophy of Rhetoric, die er abschnittweise in der Society vorlas. Das Werk wurde erst 1776 veröffentlicht, drei Jahre, nachdem sich die Gesellschaft zum letzten Mal getroffen hatte.
Schon 1762 hatte Campbell A Dissertation in Miracles veröffentlicht, ein Buch, das sich mit der Philosophie David Humes auseinandersetzte, der 1748 An Enquiry concerning Human Understanding veröffentlicht hatte, das häufig Thema der Society war. Campbell ging zwar kritisch, aber respektvoll mit Hume um, anders als einige seiner Kollegen später. Das Werk wurde auch Hume zugespielt, woraus sich ein kurzer Briefwechsel zwischen Hume und Campbell ergab. In der Öffentlichkeit wurde das Werk wohlwollend aufgenommen und Campbell wurde 1770 als Nachfolger des o. g. Gerard auf dem Lehrstuhl für Theologie des Marischal Colleges bestätigt. Das offizielle Antrittsdaum ist der Juni 1771. Seine Vorlesungen in dieser Funktion wurden später veröffentlicht (Lectures on Ecclasiastical History, 1800). Nach der Veröffentlichung der Philosophy of Rhetoric beendete Campbell schließlich die Übersetzung der Evangelien (Translation of the Gospels, 1789), die bis 1834 sieben Auflagen erlebten. Mit fast 70 Jahren unternahm es Campbell, Deutsch zu lernen, um die Lutherbibel im Original lesen zu können. 1791 darauf zwang ihn eine Erkrankung zum teilweisen Rückzug aus dem öffentlichen Leben. Der Tod seiner Frau am 16. Februar 1792 mag durch ihre aufopfernde Pflege ihres kranken Mannes beschleunigt worden sein. Ihr Tod erschütterte ihn weiter, so dass Campbell sich endgültig aus der Universitätspolitik verabschiedete. Er verstarb am 6. April 1796 an den Folgen eines Schlaganfalls.
Wie die Arbeiten anderer schottischer Philosophen der Aufklärung zirkulierten Campbells Arbeiten für eine kurze Zeit in hohen Auflagen, um dann plötzlich ignoriert zu werden. Die moderate Position, die Campbell in seiner Philosophy of Rhetoric zeigt, verlor ihre Attraktivität am Ende der Aufklärung, als moderates Christentum aus der Mode kam. Das Werk wird heute höchstens noch aus historischem Interesse gelesen. Andererseits zeigt seine Dissertation in Miracles einige Anknüpfungspunkte in der modernen Erkenntnistheorie.

## Bibliografie
- 1762: A Dissertation in Miracles
- 1776: Philosophy of Rhetoric
- 1789: Translation of the Gospels
- 1800: Lectures on Ecclasiastical History